# Neil Brown (chính khách Úc)
Neil Anthony Brown QC (sinh ngày 22 tháng 2 năm 1940) là một cựu chính khách Úc. Ông là phó lãnh đạo của Đảng Tự do và phó lãnh đạo phe đối lập từ năm 1985 đến 1987, dưới thời John Howard. Ông từng là Bộ trưởng Bộ Lao động và Việc làm (1981–1982) và Bộ trưởng Truyền thông (1981–1982) trong Chính phủ Fraser.

## Tuổi thơ
Brown lớn lên ở Essendon, ở phía bắc Melbourne. Cha ông Alexander Brown là một thợ cơ điện. Ông học trường trung học Moonee Ponds và trường trung học đại học, và tiếp tục học luật tại Đại học Melbourne. Trong thời gian học, ông làm việc bán thời gian tại văn phòng của Luật sư Công cộng Victoria. Ông được nhận vào Đoàn luật sư Victoria năm 1964 và được bổ nhiệm làm Luật sư của Nữ hoàng vào năm 1980.

## Đời tư
Brown kết hôn năm 1985, và có hai con riêng từ cuộc hôn nhân đầu tiên của vợ. Vợ ông Margaret là ứng cử viên tự do tại Bầu cử Greensborough 1989. Sau đó họ ly hôn và cô tái hôn. Brown công khai vào năm 1996, khi ông được đưa vào (với sự cho phép của ông) trong danh sách những người đồng tính nam và đồng tính nữ nổi bật của tạp chí OutRage. Trong một cuộc phỏng vấn năm 1998, ông nói rằng vợ ông đã biết về tình dục của ông trước khi họ kết hôn. Ông mô tả mình là người đồng tính, nhưng cũng đồng ý rằng thuật ngữ song tính được áp dụng. Ông là một trong những chính khách đầu tiên của Úc - phục vụ hay nói cách khác - ra công khai.